# Subcorticoccus beardsleyi
Subcorticoccus beardsleyi är en insektsart som beskrevs av Penny J. Gullan 1999. Subcorticoccus beardsleyi ingår i släktet Subcorticoccus och familjen filtsköldlöss. Inga underarter finns listade i Catalogue of Life.